# 宮下芳明
宮下 芳明（みやした ほうめい、1976年6月13日 - ）は、日本の研究者。明治大学総合数理学部先端メディアサイエンス学科教授。専門分野は、 ヒューマンコンピュータインタラクション、エンタテインメントコンピューティング。

## 概要
イタリア・フィレンツェ生まれ。金沢大学附属高等学校を卒業後、千葉大学工学部にて画像工学を専攻し、卒業後は富山大学大学院教育学研究科にて音楽教育を専攻。その後、北陸先端科学技術大学院大学にて博士号（知識科学）を取得し、優秀修了者賞を受賞。修了後は、北陸先端科学技術大学院大学科学技術開発戦略センター研究員を経て、2007年度より明治大学理工学部に着任。2008年度より明治大学大学院理工学研究科新領域創造専攻ディジタルコンテンツ系に所属し、2009年度より准教授に就任。2013年度より総合数理学部先端メディアサイエンス学科に移籍し、2014年10月より教授に着任。
電気の力で、減塩食の塩味を増強するスプーン・お椀をキリンと共同開発。デバイスを用いた健康的な食体験の提案を目指し、実証実験を開始している。

## 略歴
- 1995年 - 金沢大学附属高等学校卒業
- 2001年 - 千葉大学工学部画像工学科卒業
- 2003年 - 富山大学大学院教育学研究科修士課程修了
- 2006年 - 北陸先端科学技術大学院大学知識科学研究科博士後期課程修了
- 2006年 - 北陸先端科学技術大学院大学科学技術開発戦略センターに配属
- 2007年 - 明治大学理工学部に着任
- 2013年 - 明治大学総合数理学部先端メディアサイエンス学科に移籍

## 受賞
CG映像作品で2006年 eAT (electric Art Talent)アワードグランプリ（匠賞）受賞。ゲーム作品で2008年度芸術科学会展特別賞、第3回中山隼雄記念財団賞を受賞。
味覚提示技術も研究しており、2019年 キヤノン財団 研究助成『理想の追求』採択（研究代表者．研究題目「健康的な食事を化学物質なしで満足な美味しさに変える電気味覚技術」）。2020年 総務省「異能vation」に採択、「味わうテレビTTTV(Taste the TV)」を開発。2021年 第24回文化庁メディア芸術祭で「味覚メディアの夜明け」が審査委員会推薦作品に選出。デジタルコンテンツEXPO2021でInnovative Technologies 2021 Special Prizeを受賞。電気の力で減塩食の塩味を増強するスプーンやお椀「エレキソルト」をキリンホールディングスと共同開発、Innovative Technologies2022を受賞した。2023年 情報処理学会 情報環境領域 功績賞を受賞。同年、箸やストローにおける電気刺激での味覚変化についての論文が2023年イグノーベル賞栄養学賞を受賞。
出典：

## 著書
- 「コンテンツは民主化をめざす　表現のためのメディア技術」，明治大学出版会，2015. ISBN  9784906811120
- 「電気刺激による味覚提示, 口・鼻・耳の感覚メカニズムと応用技術」、S&T出版、2018、宮下芳明, 青山一真, 中村裕美(担当:共著)